# American (Lokomotive)

Achsfolge 2B oder 2'B (oder 4-4-0)

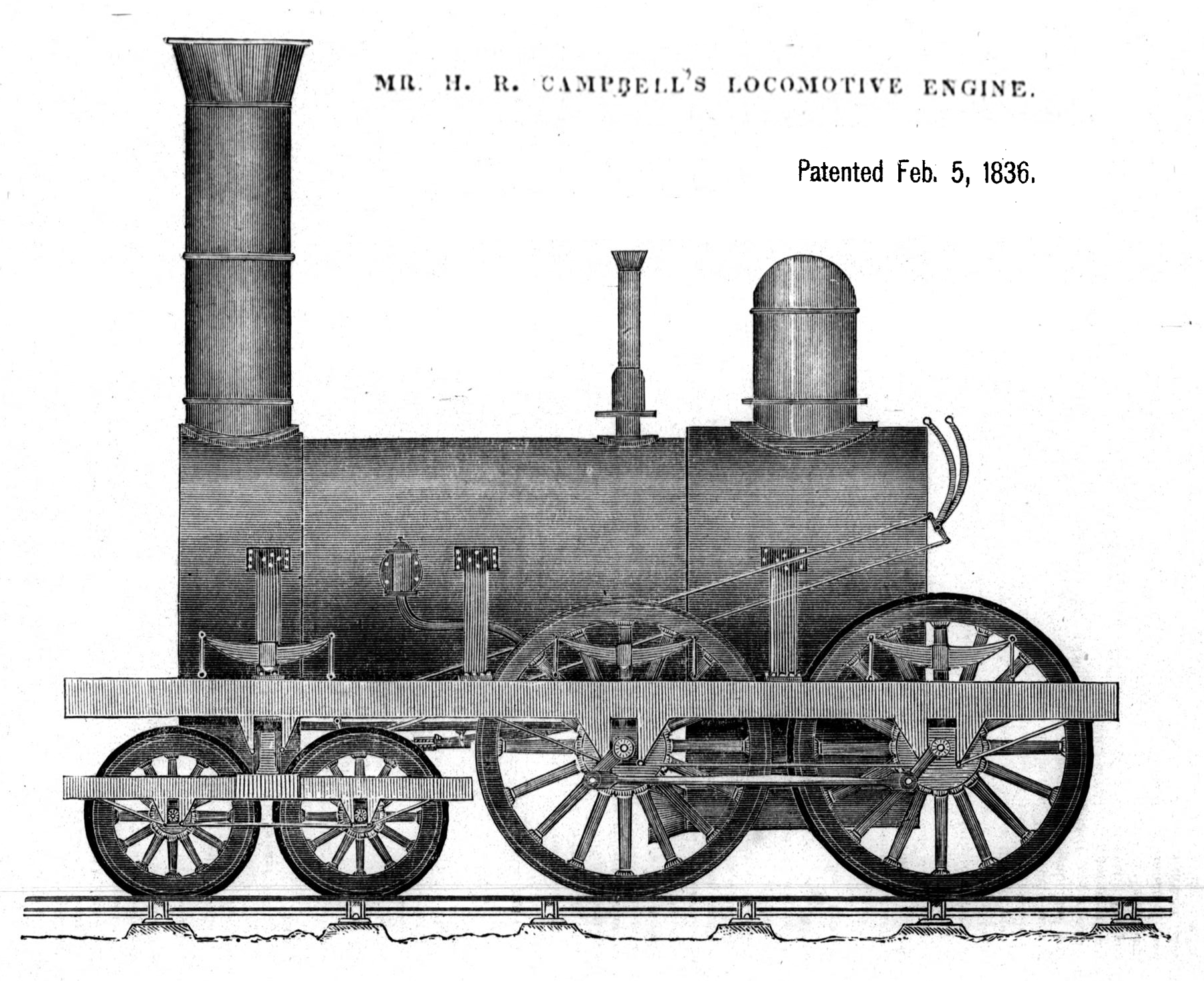
Die erste Dampflok der Achsfolge 2'B (oder 4-4-0)

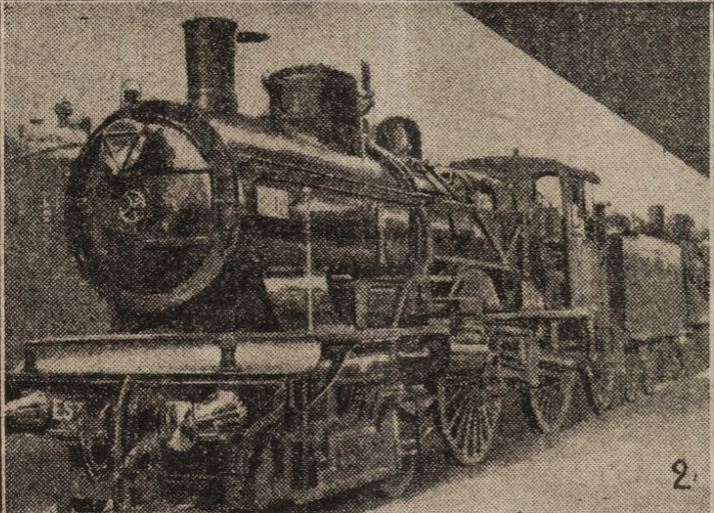
2400er-Lokomotive der Compagnie des chemins de fer de l'Est

American (Standard oder Eight-Wheeler) ist die im englischsprachigen Sprachraum heute noch gebräuchliche amerikanische Bauartbezeichnung für Dampflokomotiven der UIC-Achsfolge 2B oder 2'B bzw. nach Whyte-Notation 4-4-0, also mit einem vorauslaufenden zweiachsigen Drehgestell, zwei Kuppelachsen und ohne Nachlaufachse.

## Name
Der Name American wurde im April 1872 in der Railroad Gazette erstmals verwendet, um Lokomotiven dieser Achsfolge zu beschreiben. Zuvor war diese Achsfolge als Standard oder Eight-Wheeler (achträdriger Vierachser) bekannt.

## Geschichte
Die erste Lokomotive dieser Bauart wurde von Henry R. Campbell entworfen, dem Chefingenieur der Philadelphia, Germantown and Norristown Rail Road. Campbell erhielt im Februar 1836 ein Patent für die Konstruktion und begann kurz darauf mit dem Bau der ersten 4-4-0.
Ende des 19. Jahrhunderts erreichte diese Bauart den Höhepunkt ihrer Popularität. Sie diente damals in Europa hauptsächlich dem Schnellzug- und Personenzugverkehr. Die 1896 gebaute Klasse 721 der Caledonian Railway, auch als Dunalastair-Klasse bezeichnet, gab der Entwicklung der American-Lokomotive einen entscheidenden Impuls. Der Entwurf von John F. McIntosh versah einen älteren Entwurf einer 2’B-Lokomotive mit einem größeren, wesentlich leistungsfähigeren Kessel, so dass die Lokomotive auch bei hohen Geschwindigkeiten über Zugkraftreserven verfügte und damit Steigungen ohne Geschwindigkeitsverlust befahren werden konnten. Die Konstruktion war so erfolgreich, dass in Großbritannien und Belgien rund 500 Lokomotiven auf Basis dieses Entwurfs entstanden, von denen die letzten erst in den 1950er Jahren ausrangiert wurden.
Auf der Pariser Weltausstellung 1900 waren gut die Hälfte aller ausgestellten Personen- und Schnellzuglokomotiven American-Lokomotiven, viele davon mit Zwei- oder Vierzylinder-Verbundtriebwerk. Die Compagnie des chemins de fer du Nord beschaffte als erste französische Bahngesellschaft 2’B-Lokomotiven für den Schnellzugdienst, später wurde diese Bauart von fast allen Bahnen des Landes übernommen. Die 2400er der Compagnie des chemins de fer de l'Est waren die zahlenmäßig kleinste Serie von 2’B-Lokomotiven der französischen Bahnen. Sie waren jedoch die jüngsten und leistungsstärksten Maschinen ihrer Art in Frankreich.
Die zwischen 1930 und 1934 beschaffte Klasse V (Schools) der Southern Railway in Südengland und die zwischen 1927 und 1935 in Dienst gestellten D49 der London and North Eastern Railway (LNER) gehörten zu den letzten in Europa gebauten Dampflokomotiven mit dieser Achsfolge. Für die irische Great Northern Railway (GNR) entstanden noch 1948 bei Beyer-Peacock zwei Baureihen von 2’B-Lokomotiven, die GNR-Klasse U für den Nebenbahndienst und die GNR-Klasse VS für den Schnellzugdienst. Von beiden beschaffte die GNR jeweils fünf Stück.